# Апухтин, Герман Николаевич
Ге́рман Никола́евич Апу́хтин (12 июня 1936, Москва — 31 декабря 2003) — советский футболист, нападающий. Мастер спорта СССР (1957).

## Биография
Известен по выступлениям за футбольные клубы «Локомотив» (Москва) и ЦСК МО / ЦСКА (Москва). Также выступал за команды СКА (Новосибирск) и СКА (Одесса), завершил свою карьеру в клубе «Металлург» (Липецк).
Всего в высшей лиге СССР сыграл в 171 матче, забил 48 мячей.
Скончался в 2003 году.

## Выступления за сборную
Игрок национальной сборной (1957—1961). Участник чемпионата мира 1958 года (1 игра). Входил в состав сборной на финальном турнире I Кубка Европы в 1960 году, в котором команда СССР одержала победу.
Сыграл пять матчей в составе сборной СССР:
- 1 июня 1957. Товарищеский матч. СССР — Румыния, 1:1. 26 минут, вышел на замену
- 18 мая 1958. Товарищеский матч. СССР — Англия, 1:1. 90 минут
- 17 июня 1958. Доп. матч за 2-е место группового турнира VI чемпионата мира. Англия — СССР, 0:1. 90 минут
- 17 августа 1960. Товарищеский матч. ГДР — СССР, 0:1. 90 минут
- 24 июня 1961. Товарищеский матч. СССР — Аргентина, 0:0. 15 минут, вышел на замену

## Достижения
Командные
- ЦСК МО / ЦСКА (Москва)

Бронзовый призёр чемпионата СССР: 1958, 1964
- Сборная СССР

Чемпион Европы: 1960
Личные
- В списках 33 лучших футболистов сезона в чемпионате СССР (4): № 3 — 1956, 1957, 1959, 1960
- Лучший бомбардир ЦСКА в чемпионате СССР (2): 1958 — 10 мячей, 1959 — 9